# Charles Somerset, marchese di Worcester
Charles Somerset, marchese di Worcester (Londra, 25 dicembre 1660 – Galles, 13 luglio 1698), è stato un nobile inglese.

## Biografia
Egli era il figlio maggiore di Henry Somerset, I duca di Beaufort, e di sua moglie Mary Capell. Studiò alla Christ Church di Oxford.

## Carriera
È stato nominato colonnello della milizia di Bristol (1682-1685) ed è stato un membro del Consiglio nella Marche del Galles (1682-1689). È stato nominato Custode di Rotulorum Radnorshire (1682-1689), vice tenente di Monmouthshire (1683-1687), Wiltshire (1683-1688) e del Gloucestershire (1685-1687).
È stato membro del Comitato del parlamentare Compagnia delle Indie Orientali (1683-1691). Era il colonnello di un reggimento di fanteria (1685-1687) e deputato per Monmouthshire (1685-1687 e 1689-1695).

## Matrimonio
Il 6 giugno 1682, sposò Rebecca Child, figlia di Sir Josiah Child di Wanstead, I Baronetto e zia di Richard Child, I conte di Tylney. Ebbero due figli:
- Henry Somerset, II duca di Beaufort (1684 - 1714);
- Lady Henrietta Somerset (1690 - 1726), sposò Charles FitzRoy, II duca di Grafton, il 30 aprile 1713, con il quale ebbe quattro figli e tre figlie.

## Morte
Morì nel 1698 in un incidente di carrozza. Fu sepolto a Raglan.

## Ascendenza
|                                           |              |                               | Genitori                          |  |  | Nonni |  |  | Bisnonni                                |  |  | Trisnonni                              |  |
|                                           |              |                               |                                   |  |  |       |  |  | Henry Somerset, I marchese di Worcester |  |  | Edward Somerset, IV conte di Worcester |  |
|                                           |              |                               |                                   |  |  |       |  |  | Henry Somerset, I marchese di Worcester |  |  | Edward Somerset, IV conte di Worcester |  |
|                                           |              | Elizabeth Hastings            |                                   |  |  |       |  |  | Henry Somerset, I marchese di Worcester |  |  |                                        |  |
| Edward Somerset, II marchese di Worcester |              |                               |                                   |  |  |       |  |  | Henry Somerset, I marchese di Worcester |  |  |                                        |  |
|                                           |              | Anne Russell                  | John Russell, III barone Russell  |  |  |       |  |  |                                         |  |  |                                        |  |
|                                           |              | Anne Russell                  | John Russell, III barone Russell  |  |  |       |  |  |                                         |  |  |                                        |  |
|                                           |              | Anne Russell                  | Elizabeth Cooke                   |  |  |       |  |  |                                         |  |  |                                        |  |
| Henry Somerset, I duca di Beaufort        |              | Anne Russell                  |                                   |  |  |       |  |  |                                         |  |  |                                        |  |
|                                           |              | William Dormer                | Robert Dormer, I barone Dormer    |  |  |       |  |  |                                         |  |  |                                        |  |
|                                           |              | William Dormer                | Robert Dormer, I barone Dormer    |  |  |       |  |  |                                         |  |  |                                        |  |
|                                           |              | William Dormer                | Elizabeth Browne                  |  |  |       |  |  |                                         |  |  |                                        |  |
| Elizabeth Dormer                          |              | William Dormer                |                                   |  |  |       |  |  |                                         |  |  |                                        |  |
|                                           |              | Alice Molyneux                | Richard Molyneux, I baronetto     |  |  |       |  |  |                                         |  |  |                                        |  |
|                                           |              | Alice Molyneux                | Richard Molyneux, I baronetto     |  |  |       |  |  |                                         |  |  |                                        |  |
|                                           |              | Alice Molyneux                | Frances Gerard                    |  |  |       |  |  |                                         |  |  |                                        |  |
| Charles Somerset, marchese di Worcester   |              | Alice Molyneux                |                                   |  |  |       |  |  |                                         |  |  |                                        |  |
|                                           | Henry Capell | Arthur Capell                 |                                   |  |  |       |  |  |                                         |  |  |                                        |  |
|                                           | Henry Capell | Arthur Capell                 |                                   |  |  |       |  |  |                                         |  |  |                                        |  |
|                                           | Henry Capell | Margaret Grey                 |                                   |  |  |       |  |  |                                         |  |  |                                        |  |
| Arthur Capell, I barone Capell di Hadham  | Henry Capell |                               |                                   |  |  |       |  |  |                                         |  |  |                                        |  |
|                                           |              | Theodosia Montagu             | Edward Montagu                    |  |  |       |  |  |                                         |  |  |                                        |  |
|                                           |              | Theodosia Montagu             | Edward Montagu                    |  |  |       |  |  |                                         |  |  |                                        |  |
|                                           |              | Theodosia Montagu             | Elizabeth Harington               |  |  |       |  |  |                                         |  |  |                                        |  |
| Mary Capell                               |              | Theodosia Montagu             |                                   |  |  |       |  |  |                                         |  |  |                                        |  |
|                                           |              | Charles Morrison, I baronetto | Charles Morrison                  |  |  |       |  |  |                                         |  |  |                                        |  |
|                                           |              | Charles Morrison, I baronetto | Charles Morrison                  |  |  |       |  |  |                                         |  |  |                                        |  |
|                                           |              | Charles Morrison, I baronetto | Dorothy Clerke                    |  |  |       |  |  |                                         |  |  |                                        |  |
| Elizabeth Morrison                        |              | Charles Morrison, I baronetto |                                   |  |  |       |  |  |                                         |  |  |                                        |  |
|                                           |              | Mary Hicks                    | Baptist Hicks, I visconte Campden |  |  |       |  |  |                                         |  |  |                                        |  |
|                                           |              | Mary Hicks                    | Baptist Hicks, I visconte Campden |  |  |       |  |  |                                         |  |  |                                        |  |
|                                           |              | Mary Hicks                    | Elizabeth May                     |  |  |       |  |  |                                         |  |  |                                        |  |
|                                           |              | Mary Hicks                    |                                   |  |  |       |  |  |                                         |  |  |                                        |  |